# MusE
MusE（ミューズ）は、レコーディングと編集機能を持ったMIDI/オーディオシーケンサーである。元はWerner Schweer によって書かれ、現在ではMuse開発チームによって開発されている。GPL-2.0-or-laterでライセンスされている自由ソフトウェアである。
MusE は、Linux 向けの完全なマルチトラック仮想スタジオを目指している。2020 年時点で、Advanced Linux Sound Architecture (ALSA) などの Linux 専用のテクノロジーに依存しているため、他のプラットフォームではサポートされていない。また、Linux Audio Session Handler (LASH) もサポートしている。
バージョン0.7では、楽譜作成機能が削除された。このコードは後にクロスプラットフォームの楽譜作成アプリMuseScore Studioとなった。その後、楽譜作成機能はバージョン2.0で復活した。
バージョン 2.2 以降、MusE は LV2 オーディオ プラグイン形式と、以前からサポートされていたLADSPA、Disposable Soft Synth Interface(DSSI)、Virtual Studio Technology (VST) をサポートしている。
バージョン 4.0 から、ユーザインタフェースが再設計された。